# World Monuments Fund
World Monuments Fund (WMF, Fundo Mundial de Monumentos) é uma organização não governamental internacional voltada à catalogação e preservação do patrimônio cultural mundial. Atua através de manifestações, palestras e propagandas de incentivo à preservação do bem cultural comum da Humanidade.
Foi fundada em 1965 nos Estados Unidos e atualmente está sediada no Empire State Building, Nova Iorque. Tem escritórios no Camboja, França, Peru, Portugal, Espanha e Reino Unido. As representações nacionais negoceiam parcerias com governos locais para a restauração de monumentos.
Em 1996, o WMF inaugurou o World Monuments Watch List of 100 Most Endangered Sites (atualmente conhecido como World Monuments Watch), uma lista de patrimônio histórico em risco. Um dos primeiros locais incluídos nesta lista foi o Centro Histórico da Cidade do México, classificado como Património Mundial pela UNESCO em 1987.

## História

### Fundo Internacional para Monumentos (1965–1984)
O Fundo Internacional para Monumentos (IFM) foi uma organização criada pelo Coronel James A. Gray (1909–1994) após sua aposentadoria do Exército dos EUA em 1960. Gray concebeu um projeto visionário para impedir o assentamento da Torre Inclinada de Pisa congelando o solo por baixo, e ele formou a organização em 1965 como um veículo para a implementação dessa ideia. Embora este projeto não tenha se concretizado, surgiu uma oportunidade para a jovem organização participar da conservação das igrejas escavadas na rocha de Lalibela, na Etiópia. Em 1966, Gray garantiu o apoio da filantropa Lila Acheson Wallace (1889–1984), que ofereceu US$ 150 000 ao Fundo Internacional para Monumentos e à UNESCO (Organização das Nações Unidas para a Educação, a Ciência e a Cultura) para este projeto. O projeto continuou até a derrubada comunista de Haile Selassie I e a subsequente expulsão de estrangeiros da Etiópia. Depois da Etiópia, os interesses de Gray mudaram para a Ilha de Páscoa (Rapa Nui) no Chile. Gray formou o "Comitê da Ilha de Páscoa", com o etnógrafo e aventureiro norueguês Thor Heyerdahl (1914–2002) como seu presidente honorário. Gray providenciou para que uma das figuras humanas monolíticas conhecidas como moai fosse exibida nos Estados Unidos. Com a ajuda do antropólogo William Mulloy (1917–1978), Gray selecionou uma cabeça de 2,4 m de altura e cinco toneladas, que foi exibida em frente ao Seagram Building em Nova York e no Pan American Union Building em Washington, D.C.
Um capítulo importante para a organização começou com seu envolvimento no amplo esforço internacional liderado pela UNESCO para a proteção da cidade de Veneza, na Itália, de inundações catastróficas. Após a maré extremamente alta de 4 de novembro de 1966, a cidade, incluindo a histórica Piazza San Marco, foi inundada por mais de 24 horas. O Fundo Internacional para Monumentos criou um "Comitê de Veneza", com o professor John McAndrew (1904–1978) do Wellesley College como presidente e Gray como secretário executivo. Por parte do comitê, apelos foram feitos ao público americano e capítulos locais foram estabelecidos em cidades americanas. Essa iniciativa inicial levou à formação da organização independente Salve Veneza em 1971. Esses esforços ajudaram a estabelecer uma reputação para o IFM. Na Espanha, a organização formou um Comitê para a Espanha sob a liderança do diplomata americano e embaixador dos EUA na Espanha em 1965–67 Angier Biddle Duke (1915–1995).
A convite da UNESCO na década de 1970, o IFM envolveu-se na conservação arquitetônica no Nepal, onde a organização adotou o complexo do templo Mahadev em Gokarna, no vale de Kathmandu no Nepal. O edifício do templo do século XIV foi inspecionado, as madeiras podres foram substituídas e as fundações foram reforçadas. Elementos arquitetônicos de madeira esculpida foram minuciosamente limpos de camadas de um revestimento de óleo de motor que havia sido aplicado anualmente para proteção.
Também a pedido da UNESCO, o IFM lançou um projeto para a preservação da Citadelle Laferrière, uma grande fortaleza no topo de uma montanha perto de Milot, Haiti. O local foi a pedra angular de um sistema defensivo construído no período inicial da independência do Haiti para proteger o jovem estado das tentativas francesas de recuperá-lo como uma colônia. Artesãos locais reconstruíram telhados de madeira e telha sobre a grande galeria e baterias usando métodos tradicionais de carpintaria e consolidaram as galerias de pedra da fortaleza. O IFM também patrocinou uma exposição itinerante e um filme sobre a história da Citadelle, que foi usado para fins educacionais nos Estados Unidos.

## Programas
Por meio de doações e fundos equivalentes, a WMF trabalhou com a comunidade local e parceiros governamentais em todo o mundo para salvaguardar e conservar locais de valor histórico para as gerações futuras. Até o momento, o WMF trabalhou em mais de 500 locais em 91 países, incluindo muitos Patrimônios Mundiais da UNESCO. A WMF trabalhou em atrações turísticas internacionalmente famosas, bem como em locais menos conhecidos.
Entre os projetos altamente proeminentes, iniciados em 1990, estão muitos templos em Angkor, Camboja, incluindo Preah Khan e Phnom Bakheng; o Château de Chantilly em Chantilly, França; a cidade fantasma de Craco, Itália; muitas estruturas em Roma, incluindo o Templo de Hércules, Santa Maria Antiqua e a Casa de Augusto; vários locais na Ilha de Páscoa; vários locais na antiga Luxor no Egito; Lalibela na Etiópia; San Ignacio Mini na Argentina; a antiga cidade maia de Naranjo, Guatemala; o Aqueduto de Segóvia em Segóvia, Espanha; além de 25 projetos em Veneza, Itália, ao longo de 20 anos. A WMF também participou de projetos nos Estados Unidos, incluindo Ellis Island, Taos Pueblo, Mesa Verde National Park, Mount Lebanon Shaker Society e muitos locais em Nova Orleans e na Costa do Golfo.

## World Monuments Watch - Portugal
Existem vários monumentos identificados como necessitando de conservação em Portugal desde 1996:
| Ano  | Sítio                                         | Localização              | Período        |
| 1996 | Sítios de arte rupestre do Vale do Coa        | Vila Nova de Foz Côa     | Idade da Pedra |
| 2004 | Villa Romana do Rabaçal                       | Rabaçal, Penela, Coimbra | -              |
| 2006 | Teatro Capitólio                              | Lisboa                   | 1925–1931      |
| 2012 | Jardim Botânico de Lisboa                     | Lisboa                   | -              |
| 2014 | Biblioteca Joanina da Universidade de Coimbra | Coimbra                  | século XVIII   |
| 2014 | Forte da Graça                                | Elvas                    | 1763-1792      |
| 2016 | Igreja de São Cristóvão                       | Lisboa                   | -              |
| 2016 | Aqueduto da Água da Prata                     | Évora                    | 1537           |

## World Monuments Watch - Brasil
Existem vários monumentos identificados no Brasil desde 1996:
| Ano        | Sítio                                                            | Localização                | Período            |
| 1996       | Parque Nacional Serra da Capivara                                | São Raimundo Nonato, Piauí | Idade da Pedra     |
| 2000       | Santo Antônio do Paraguaçu, São Francisco do Paraguaçu           | Bahia                      | 1650–1700          |
| 2000, 2002 | Vila de Paranapiacaba                                            | Santo André                | 1868               |
| 2004, 2006 | Convento de São Francisco (e Centro Histórico de Olinda em 2006) | Olinda                     | 1535–1827          |
| 2008       | Porangatu                                                        | Porangatu                  | séculos XVIII a XX |
| 2012       | Centro Histórico de Salvador da Bahia                            | Salvador da Bahia          | -                  |
| 2016       | Ladeira da Misericórdia                                          | Salvador da Bahia          | -                  |